# Jason Young (ur. 1991)
Jason Young (ur. 21 marca 1991) – jamajski lekkoatleta, specjalizujący się w biegach sprinterskich. Srebrny medalista uniwersjady z Shenzhen (2011).

## Osiągnięcia
| Rok  | Impreza                                  | Miejsce  | Konkurencja             | Lokata     | Wynik |
| ---- | ---------------------------------------- | -------- | ----------------------- | ---------- | ----- |
| 2011 | Mistrzostwa Ameryki Środkowej i Karaibów | Mayagüez | bieg na 200 metrów      | 3. miejsce | 20,78 |
| 2011 | Mistrzostwa Ameryki Środkowej i Karaibów | Mayagüez | sztafeta 4 × 100 metrów | 1. miejsce | 38,81 |
| 2011 | Uniwersjada                              | Shenzhen | bieg na 200 metrów      | 2. miejsce | 20,59 |
| 2011 | Uniwersjada                              | Shenzhen | sztafeta 4 × 100 metrów | eliminacje | DQ    |

## Rekordy życiowe
- Bieg na 100 metrów - 10,06 (17 lipca 2012, Luzerna)
- Bieg na 200 metrów - 19,86 (17 lipca 2012, Luzerna)